# Oracles
Oracles je debitantski studijski album talijanskog simfonijskog death metal-sastava Fleshgod Apocalypse. Album je 30. ožujka 2009. godine objavila diskografska kuća Candlelight Records.

## Popis pjesama
Tekstovi i glazba: Fleshgod Apocalypse, osim pjesme 10 koju je skladao Francesco Ferrini. 
| 1.    | »In Honour of Reason«           | 4:27 |
| 2.    | »Post-Enlightenment Executor«   | 2:55 |
| 3.    | »As Tyrants Fall«               | 4:00 |
| 4.    | »Sophistic Demise«              | 3:14 |
| 5.    | »Requiem in SI Minore«          | 5:05 |
| 6.    | »At the Guillotine«             | 3:02 |
| 7.    | »Embodied Deception«            | 3:20 |
| 8.    | »Infection of the White Throne« | 4:30 |
| 9.    | »Retrieving My Carcass«         | 4:09 |
| 10.   | »Oracles« (instrumental)        | 2:58 |
| 37:40 |                                 |      |

## Recenzije
Phil Freeman, glazbeni kritičar sa stranice AllMusic, dodijelio je albumu tri i pol od pet zvjezdica te je izjavio: "Fleshgod Apocalypse svira ekstremni metal s orkestralnim ukrasima, što je ideja koja je bila već prije istražena -- navest ću dva poznata primjera: Cradle of Filth se koristio pravim orkestrom i zborom na Damnation and a Dayju, a Dimmu Borgir je to isto učinio na Death Cult Armageddonu. Ovi Talijani se, međutim, ne koriste pravim orkestrom, što se može saznati čitajući knjižicu CD-a; klavirist Francesco Ferrini zaslužan je za "orkestralne aranžmane", što vjerojatno znači [da je radio u softveru] Logic ili Cubase. I nažalost, klasični instrumenti nisu integrirani u glazbu na način koji su to izveli Dimmu i Cradle; reducirani su na interludije i code. Album započinje zvukom ugađajućeg orkestra te kašljanjima i prevrtanjima "publike", ali tada dolazi sastav i slušatelji dobivaju standardni brutalni, tehnički death metal, u stilu koji se nalazi negdje između Suffocationa i Necrophagista. Orkestar se ne čuje ponovo do posljednje minute treće skladbe, "As Tyrants Fall", kada metalni dio pjesme završava i valcerski interludij ispuni ostatak preostalog vremena. Moglo bi se pomisliti da će, uz naziv kao što je "Requiem in 57 Minore", započeti istinita kombinacija klasične instrumentacije i bijesa metala, ali to nije slučaj. Sljedeći ne-rock instrument koji čujemo barokni je klavirski interludij na "Embodied Deception". Zbor se čuje na samom kraju pjesme "Infection of the White Throne", ali opet, odvojen je od metala, nije njegov dio; on bi također mogao biti samo glazbeni uzorak. Konačna skladba na albumu trominutna je barokna klavijaturska solopjesma. Oracles vrlo nagrađuje slušatelje koji očekuju vrlo dobar tehnički death metal. Sastav zasigurno zna kako svirati i pjesme su dobre. No sa strane spoja s klasičnim metalom (i ekstremni metal često ima više toga zajedničkog s klasičnom glazbom od rocka u kontekstu kompozicije), ovaj je album propuštena prilika."

## Zasluge
| Fleshgod Apocalypse - Francesco Paoli – vokali, gitara - Cristiano Trionfera – gitara - Paolo Rossi – bas-gitara Dodatni glazbenici - Francesco Ferrini – klavir, orkestracija - Mauro Mercurio – bubnjevi - Ghita Casadei – vokali (na pjesmi 1) | Ostalo osoblje - Stefano Morabito – produkcija, inženjer zvuka, miksanje, mastering - Christophe "Volvox" Szpajdel – logotip - Chiara Battistoni – ilustracije, omot albuma - Diego Vitali – fotografija - Marco Hasmann – naslovnica |